# Christine Carrère
Christiane Élisabeth Jeanne Marie Pelleterat de Borde, nota come Christine Carrère o Christine Carère (Digione, 27 luglio 1930 – Fréjus, 13 dicembre 2008), è stata un'attrice francese.

## Biografia
Inizia a recitare dapprima in teatro, poi passa al cinema francese; dal 1951 al 1958 appare in una ventina di pellicole, quasi tutte mai distribuite. In Italia lavora tra il 1953 e il 1954, con Luciano Emmer in Terza liceo, dove ha un ruolo importante, quindi con Vittorio Cottafavi in Una donna libera.
Abbandona il grande schermo due anni dopo il matrimonio, avvenuto nel 1957, con l'attore e cantante Philippe Nicaud (1926-2009), e negli anni '60 recita soprattutto in serial televisivi. Il suo nome riapparve nel 1985, quando figura insieme al marito tra gli sceneggiatori del film Matrimonio con vizietto (Il vizietto III) diretto da Georges Lautner. È deceduta nel 2008, all'età di 78 anni.

## Filmografia
- Olivia, regia di Jacqueline Audry (1951)
- Folie douce, regia di Jean-Paul Paulin (1951)
- Paris chante toujours, regia di Pierre Montazel (1952)
- Un capriccio di Caroline chérie (Un caprice de Caroline chérie), regia di Jean Devaivre (1952)
- Terza liceo, regia di Luciano Emmer (1953)
- Anatole cheri, regia di Claude Heymann (1954)
- Le avventure di Cadet Rousselle (Cadet Rousselle), regia di André Hunebelle (1954)
- Tout chante autour de moi, regia di Pierre Gout (1954)
- Sangue e luci (Sang et Lumieres), regia di Georges Rouquier (1954)
- Una donna libera, regia di Vittorio Cottafavi (1954)
- Il processo dei veleni (L'Affaire des poisons), regia di Henri Decoin (1955)
- Il grande seduttore (Don Juan), regia di John Berry (1956)
- Printemps a Paris, regia di Jean-Claude Roy (1957)
- La nuit des suspectes, regia di Victor Merenda (1957)
- Le collegiali (Les Collegiennes), regia di André Hunebelle (1957)
- Bonjour jeunesse, regia di Maurice Cam (1957)
- L'amour descend du ciel, regia di Maurice Cam (1957)
- Les Delinquants, regia di Juan Fortuny (1957)
- Un certo sorriso (A Certain Smile), regia di Jean Negulesco (1958)
- Martedì grasso (Mardi Gras), regia di Edmund Goulding (1958)
- La moglie sconosciuta (A Private's Affair), regia di Raoul Walsh (1959)
- La diciottesima spia (I Deal in Danger), regia di Walter Grauman (1966)

## Doppiatrici italiane
- Maria Pia Di Meo in Un certo sorriso, Martedì grasso, La moglie sconosciuta

## Teatro
- Le relazioni pericolose di Pierre-Ambroise-François Choderlos de Laclos, regia di Marguerite Jamois, al Theatre Montparnasse (1951)